# Gatekeepers
Gatekeepers is een beeldengroep in Amsterdam-Oost.
De twee beelden zijn afkomstig uit het atelier van kunstenares Monika Dahlberg die van recyclebaar materiaal beelden maakt. Volgens Het Parool zijn haar beelden al over de gehele wereld aangetroffen. Desalniettemin gaan er ook regelmatig Gatekeepers verloren. Vanwege het hergebruikte materiaal schat niet iedereen in dat het kunst betreft. In 2022 werd een stel poortwachters geplaatst aan de Oranje-Vrijstaatkade in Amsterdam-Oost. Het gebied is dan (nog) bezig met een transformatie van een industrieterrein (Gasfabriek Oost) naar een wijk richting wonen, dienstverlening en winkels. Inspiratie haalt Dahlberg uit Afrikaanse kunst, die mede door mensenrechtenactivist Klaas de Jonge tot haar kwam. Dahlberg laat bij de poortwachters de zwarte wereld verdwijnen door de beelden wit te schilderen. Bovendien krijgen de beelden Mickey Mouseoren als protest van de disneysering van het wereldbeeld (beschrijving van inheemse kunst met een Europese en Amerikaanse blik). Ze gaf het stel in Amsterdam namen mee, de vrouwelijk Uhuru wijst op vrijheid, de manlijke Matumini op hoop. Matumini had in eerste instantie nog een speertje in zijn hand, maar dat haalde de kunstenares later weg.

Ze werden geplaatst in het kader van Constant 101, waarbij musea en culturele instellingen stil stonden bij Constant Nieuwenhuijs. De kunstenaar voelde zich deels met hem verwant (spelende mens) waarbij het volgens Edo Dijksterhuis van de kunstredactie van Het Parool gaat om 
het verleggen van de aandacht van de individuele kunstenaar naar de collectieve creatie
Tegelijkertijd vond Dahlberg het achterliggende verhaal van Nieuwenhuijs (Manifest, 1948) niet om door te komen.
De poortwachters kijken uit op diverse onderdelen van U bevindt zich hier, betonnen kubussen van Martijn Sandberg. Ze staan voor Framer Framed, de opdrachtgever. Financiële bijdragen kwamen van Stadsdeel Oost en Amsterdamse Fonds voor de Kunsten. 
Het tweetal werd op 22 september 2022 door wethouder Touria Meliani onthuld.